# Яскович, Денис Сергеевич
Денис Сергеевич Яскович (бел. Дзяніс Сяргеевіч Ясковіч; род. 30 августа 1995, Минск) — белорусский футболист, защитник клуба «Мурас Юнайтед».

## Биография
Воспитанник минского «Динамо». С 2011 года начал выступать за дублирующий состав. В 2013 году перебрался в борисовский БАТЭ, где за основу не играл, представляя клуб в турнире дублёров. Перед началом сезона 2015 года вернулся в «Динамо».
Сезон 2015 года Яскович на правах аренды провёл в «Берёзе-2010», выступавшей в первой лиге. В её составе дебютировал 19 апреля 2015 года в игре со светлогорским «Химиком». Яскович вышел в стартовом составе, а на 90-й минуте был заменён на Дениса Литвинюка. 16 августа свой первый гол. В гостевой игре с «Лидой» он открыл счёт на 21-й минуте, чем помог одержать своей команде итоговую победу 2:1. В общей сложности Яскович провёл 29 игр в сезоне, в которых забил два мяча. В 2016 году отправился в аренду в «Звезду-БГУ», в составе которого принял участие в 25 матчах и забил один гол.
15 февраля 2017 года подписал контракт со «Славией». В клубе выступал за дублирующий состав, изредка попадая в заявку на матчи основной команды в чемпионате Беларуси. Так и не сыграв ни одной игры в главной команде, Яскович по соглашению сторон расторг контракт и вернулся в «Звезду», сменившую к тому времени название на «Энергетик-БГУ». Вместе с командой в 2018 году занял второе место в турнирной таблице первой лиги и завоевал право участвовать в высшем дивизионе. Впервые на поле в чемпионате Беларуси появился 31 марта 2019 года в выездной игре со «Слуцком», завершившейся нулевой ничьей. Проведя в Высшей лиге 14 матчей, в июле 2019 года Яскович покинул команду.
1 августа 2019 года перебрался в «Торпедо-БелАЗ». Дебютировал в его составе 9 августа в матче со «Славией», завершившемся со счётом 1:1. Проведя три матча в стартовом составе, Яскович сначала сел на скамейку запасных, а потом был отправлен в дубль. В начале 2020 года контракт с клубом был расторгнут по соглашению сторон.
26 января 2020 года стал игроком «Городеи», подписав с командой контракт, рассчитанный на один год.
22 марта 2021 года перешёл в «Крумкачи». Был игроком основы столичной команды.
18 января 2022 года стал игроком «Минска». Дебютировал 18 марта 2022 года в матче против минского «Динамо». В декабре 2022 года покинул клуб по истечении срока действия контракта.

## Личная жизнь
Отец Сергей Яскович в прошлом футболист, трёхкратный чемпион Беларуси в составе минского «Динамо», выступал за национальную сборную Беларуси.

## Достижения
«Энергетик-БГУ»
- Серебряный призёр Первой лиги Беларуси: 2018

## Клубная статистика
| Выступление      | Выступление      | Выступление      | Лига | Лига | Кубки | Кубки | Конт. кубки | Конт. кубки | Итого | Итого |
| Клуб             | Лига             | Сезон            | Игры | Голы | Игры  | Голы  | Игры        | Голы        | Игры  | Голы  |
| ---------------- | ---------------- | ---------------- | ---- | ---- | ----- | ----- | ----------- | ----------- | ----- | ----- |
| Берёза-2010      | Первая лига      | 2015             | 27   | 2    | 2     | 0     | 0           | 0           | 29    | 2     |
| Берёза-2010      | Итого            | Итого            | 27   | 2    | 2     | 0     | 0           | 0           | 29    | 2     |
| Звезда-БГУ       | Первая лига      | 2016             | 24   | 1    | 1     | 0     | 0           | 0           | 25    | 1     |
| Звезда-БГУ       | Итого            | Итого            | 24   | 1    | 1     | 0     | 0           | 0           | 25    | 1     |
| Славия-Мозырь    | Высшая лига      | 2017             | 0    | 0    | 0     | 0     | 0           | 0           | 0     | 0     |
| Славия-Мозырь    | Итого            | Итого            | 0    | 0    | 0     | 0     | 0           | 0           | 0     | 0     |
| Энергетик-БГУ    | Первая лига      | 2017             | 13   | 1    | 0     | 0     | 0           | 0           | 13    | 1     |
| Энергетик-БГУ    | Первая лига      | 2018             | 27   | 1    | 1     | 0     | 0           | 0           | 28    | 1     |
| Энергетик-БГУ    | Высшая лига      | 2019             | 14   | 0    | 0     | 0     | 0           | 0           | 14    | 0     |
| Энергетик-БГУ    | Итого            | Итого            | 54   | 2    | 1     | 0     | 0           | 0           | 55    | 2     |
| Торпедо-БелАЗ    | Высшая лига      | 2019             | 3    | 0    | 1     | 0     | 0           | 0           | 4     | 0     |
| Торпедо-БелАЗ    | Итого            | Итого            | 3    | 0    | 1     | 0     | 0           | 0           | 4     | 0     |
| Городея          | Высшая лига      | 2020             | 22   | 1    | 1     | 0     | 0           | 0           | 23    | 1     |
| Городея          | Итого            | Итого            | 22   | 1    | 1     | 0     | 0           | 0           | 23    | 1     |
| Крумкачи         | Первая лига      | 2021             | 29   | 3    | 3     | 0     | 0           | 0           | 32    | 3     |
| Крумкачи         | Итого            | Итого            | 29   | 3    | 3     | 0     | 0           | 0           | 32    | 3     |
| Всего за карьеру | Всего за карьеру | Всего за карьеру | 159  | 9    | 9     | 0     | 0           | 0           | 168   | 9     |